# Myrcia pentagona
Espèce
Statut de conservation UICN

 VU D2 : Vulnérable
Myrcia pentagona est une espèce de plantes à fleurs de la famille des Myrtaceae. C'est un arbre trouvé dans le nord du Pérou où il vit en milieu tropical humide.

## Publication originale
- Fieldiana, Botany 29(3): 193. 1956.